# Odostomia modesta
Odostomia modesta är en snäckart som beskrevs av William Stimpson 1851. Odostomia modesta ingår i släktet Odostomia och familjen Pyramidellidae. Inga underarter finns listade i Catalogue of Life.